# Lisa Tomaschewsky
 (avril 2016).
Si vous disposez d'ouvrages ou d'articles de référence ou si vous connaissez des sites web de qualité traitant du thème abordé ici, merci de compléter l'article en donnant les références utiles à sa vérifiabilité et en les liant à la section « Notes et références ».
Lisa Tomaschewsky est une actrice et mannequin allemande, née le 22 juillet 1988 à Itzehoe.

## Biographie
Lisa Tomaschewsky commence sa carrière de mannequin à l'âge de quatorze ans. Elle est la playmate de février 2009 pour l'édition allemande de Playboy. En parallèle, elle est également actrice. Elle joue notamment dans la série Deutschland 83. 

## Filmographie
- 2011 : Verbotene Liebe
- 2011 : Die Summe meiner einzelnen Teile
- 2013 : Küstenwache – (Épisode : Miss Ostsee)
- 2013 : Polizeiruf 110 – (Épisode : Laufsteg in den Tod)
- 2013 : Heute bin ich blond
- 2014 : Audrey
- 2014 : Frühlingsgeflüster (de)
- 2014 : Brigade du crime
- 2015 : Alles Verbrecher – (Épisode : Leiche im Keller)
- 2015 : Die Wallensteins (de)
- 2015 : Deutschland 83
- 2016 : Seitenwechsel
- 2016 : Dresden Mord - Nachtgestalten
- 2016 : Verrückt nach Fixi
- 2017 : Die letzte Spur
- 2017 : Robin Schulz Feat. James Blunt: OK